# Chapelle et croix de la Trinité
La chapelle et la croix de la Trinité  est située au Vieux-Marché en France.

## Localisation
La chapelle et la croix sont situées sur le territoire de la commune de Vieux-Marché, dans le département  des Côtes-d'Armor, dans la région Bretagne.

## Description
La chapelle est un édifice rectangulaire à nef unique, avec chevet à pans coupés surmontés de gâbles formant les pignons de petits toits. L'édifice porte l'inscription 1668. L'ensemble est mi-gothique, mi-Renaissance.
La croix se compose d'un socle massif sur lequel repose le fût, décoré de boutons. Il est surmonté d'un crucifix orné, d'un côté, du Christ, de l'autre, d'une descente de croix. Le socle de la croix repose lui-même sur un autre socle, sur un côté duquel est accolé un autel en pierre. Le tout surmonte un banc de pierre faisant le tour de trois des côtés du monument.

## Historique
La chapelle est inscrite au titre des monuments historiques par arrêté du 11 février 1964.

## Galerie

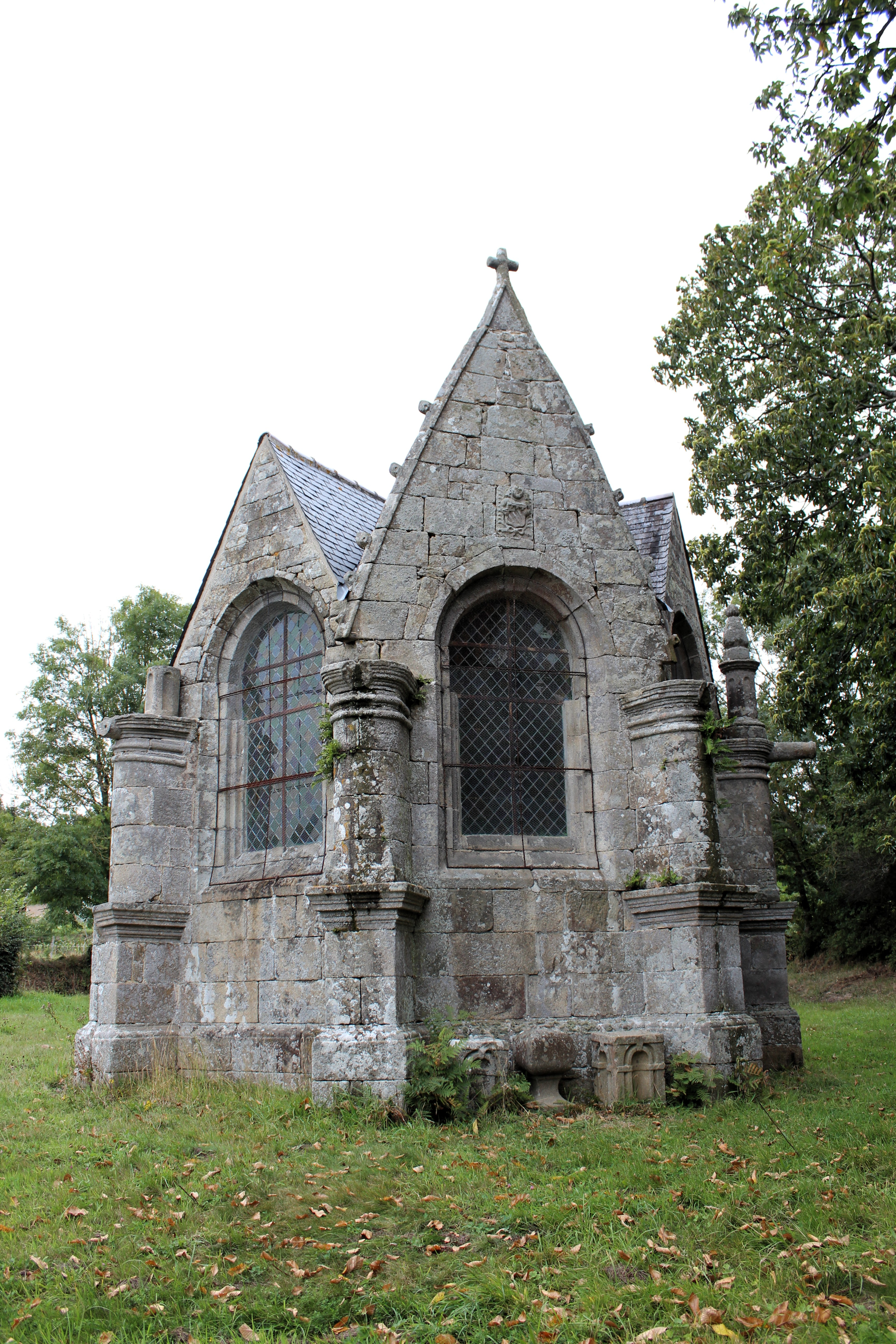
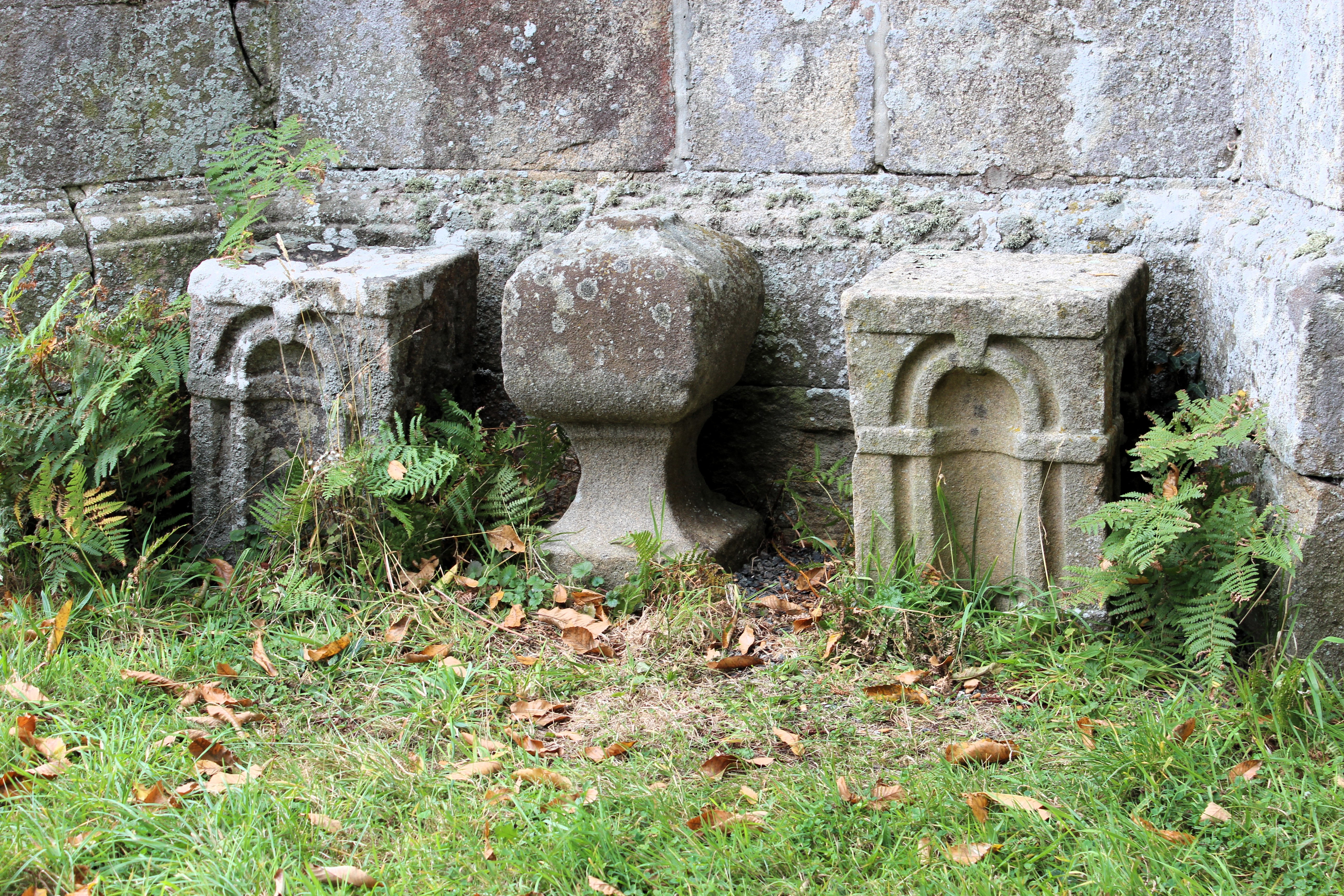
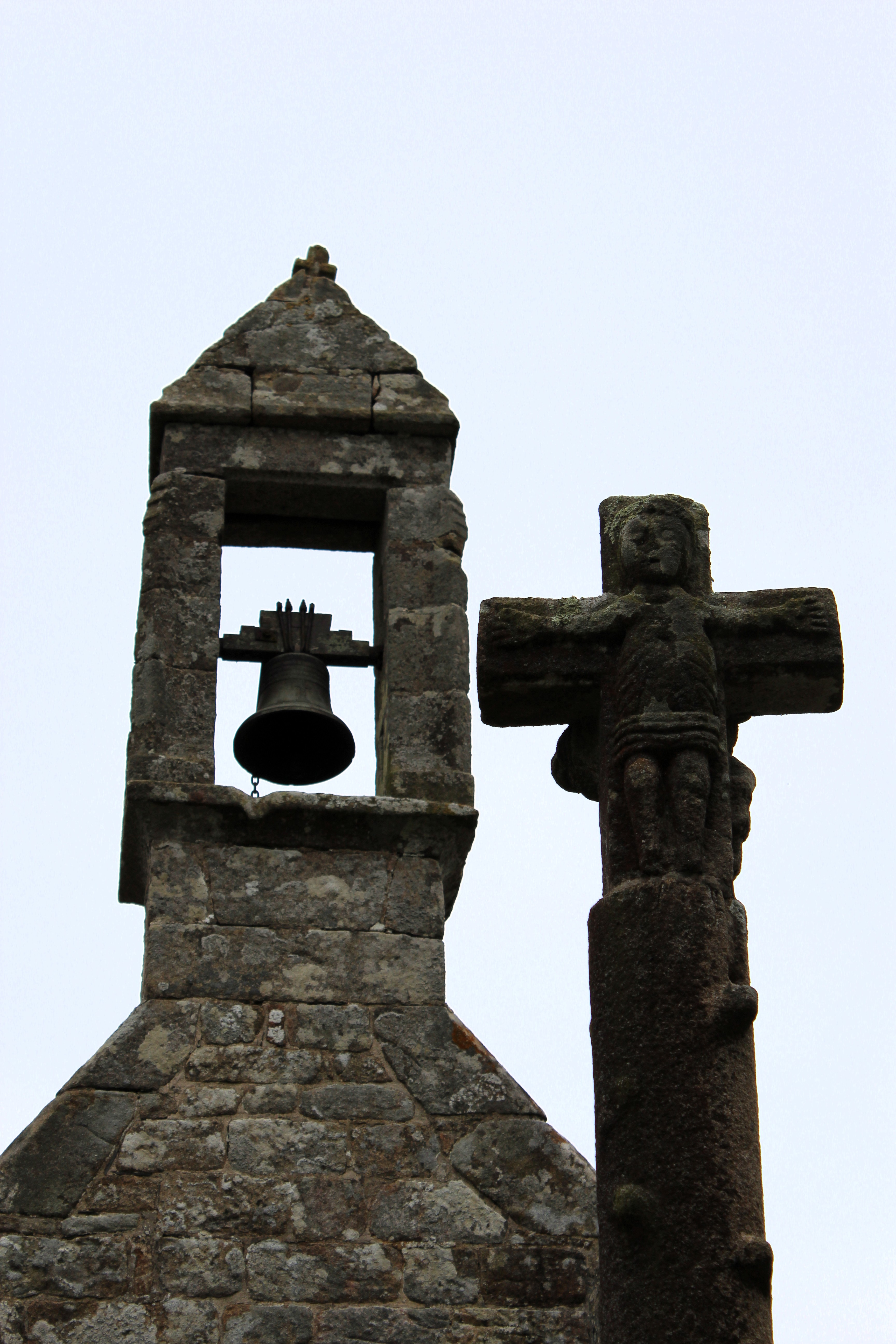